# Landsdorf
Landsdorf ist ein Ortsteil der Stadt Tribsees im Landkreis Vorpommern-Rügen in Mecklenburg-Vorpommern. Es wird vom Amt Recknitz-Trebeltal mit Sitz in der Stadt Tribsees verwaltet.

## Geografie und Verkehrsanbindung
Landsdorf liegt nördlich des Kernortes Tribsees. Die Landesstraße L 192 verläuft östlich und die A 20 südlich vom Ort. Südwestlich erstreckt sich das über 400 ha große Naturschutzgebiet Grenztalmoor, ein Niedermoorgebiet mit einem zentral gelegenen Hochmoor.

## Sehenswürdigkeiten
In der Liste der Baudenkmale in Tribsees sind für Landsdorf sieben Baudenkmale aufgeführt.